# Rhotana
Rhotana är ett släkte av insekter. Rhotana ingår i familjen Derbidae.

## Dottertaxa tillRhotana, i alfabetisk ordning[1]
- Rhotana albata
- Rhotana amboinensis
- Rhotana bicolor
- Rhotana biermani
- Rhotana chrysonoe
- Rhotana concolor
- Rhotana contracta
- Rhotana dammermani
- Rhotana excelsa
- Rhotana formosana
- Rhotana fuscofasciata
- Rhotana haematoneura
- Rhotana inoptata
- Rhotana inorata
- Rhotana lalage
- Rhotana latipennis
- Rhotana maculata
- Rhotana marmorata
- Rhotana mindanaoensis
- Rhotana obaerata
- Rhotana ornata
- Rhotana pavo
- Rhotana pellax
- Rhotana quadrimaculata
- Rhotana ramentosa
- Rhotana satsumana
- Rhotana semiopalina
- Rhotana septemmaculata
- Rhotana stigmosa
- Rhotana torrevillasi
- Rhotana transversa
- Rhotana trimaculata
- Rhotana unimaculata
- Rhotana venosa
- Rhotana vettia
- Rhotana vitriceps